# Vaivre-et-Montoille
Vaivre-et-Montoille là một xã ở tỉnh Haute-Saône trong vùng Bourgogne-Franche-Comté phía đông nước Pháp.